# Greven links der Ems

Gemeindewappen

Greven links der Ems war von 1894 bis 1952 eine Gemeinde im damaligen Landkreis Münster in der Provinz Westfalen bzw. ab 1946 in Nordrhein-Westfalen. Die Gemeinde umfasste das links der Ems gelegene Umland der Stadt Greven. Ihr Gebiet gehört heute zur Stadt Greven im Kreis Steinfurt.

## Geografie

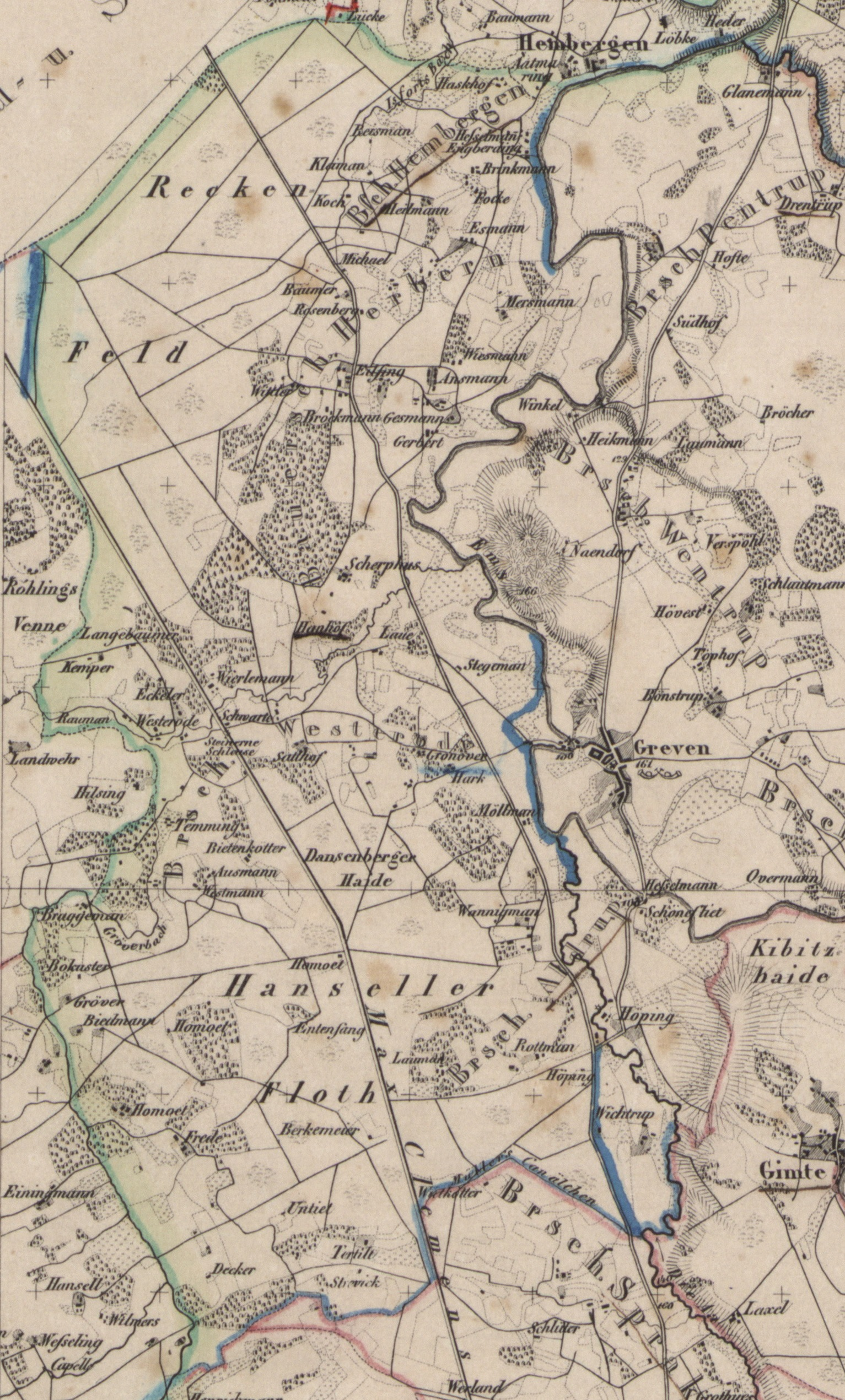
Die Gemeinde Greven links der Ems mit den zugehörigen Bauerschaften im 19. Jahrhundert

Die Gemeinde Greven links der Ems besaß zuletzt eine Fläche von 51 km². Sie bestand aus den drei Bauerschaften Aldrup, Herbern und Westerode. Nach dem Zweiten Weltkrieg entstand im Nordwesten der Gemeinde die Siedlung Reckenfeld.

## Geschichte
Die Gemeinde wurde am 1. Oktober 1894 aus ländlichen Teilen der Stadt Greven gebildet und dem Amt Greven zugeordnet. Im Vorgriff auf die bevorstehende Auflösung des Amtes Greven wurde die Gemeinde am 10. August 1952 wieder in die Stadt Greven eingegliedert.

## Einwohnerentwicklung
| Jahr | Einwohner | Quelle |
| ---- | --------- | ------ |
| 1895 | 1360      | [ 1 ]  |
| 1910 | 1488      | [ 3 ]  |
| 1925 | 1745      | [ 4 ]  |
| 1933 | 3431      | [ 4 ]  |
| 1939 | 4173      | [ 4 ]  |
| 1950 | 5302      | [ 1 ]  |